# Heinrich Sutermeister
Heinrich Sutermeister (Feuerthalen, 12 agosto 1910 – Morges, 16 marzo 1995) è stato un compositore svizzero di musica lirica del XX secolo.

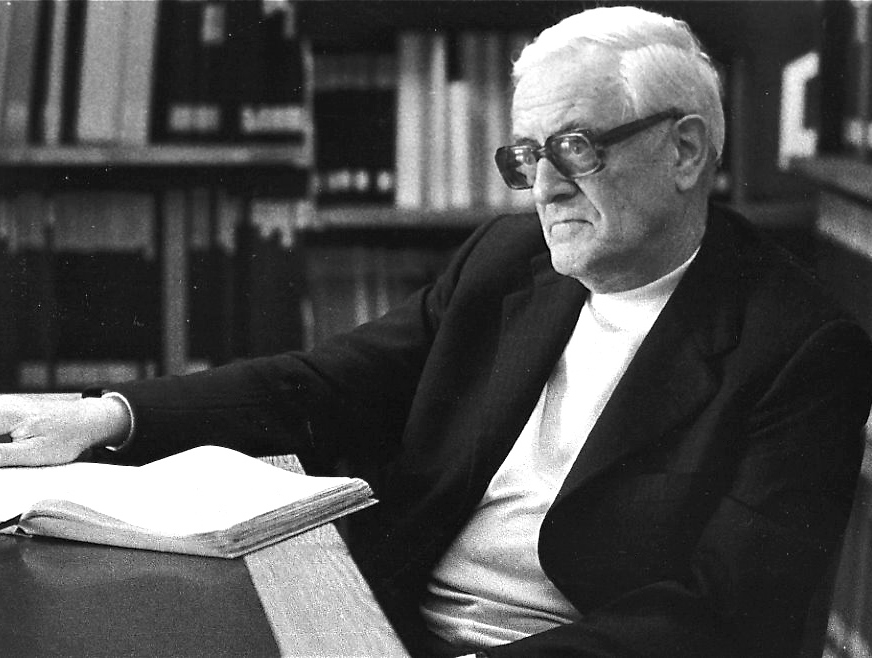
Heinrich Sutermeister (1982)

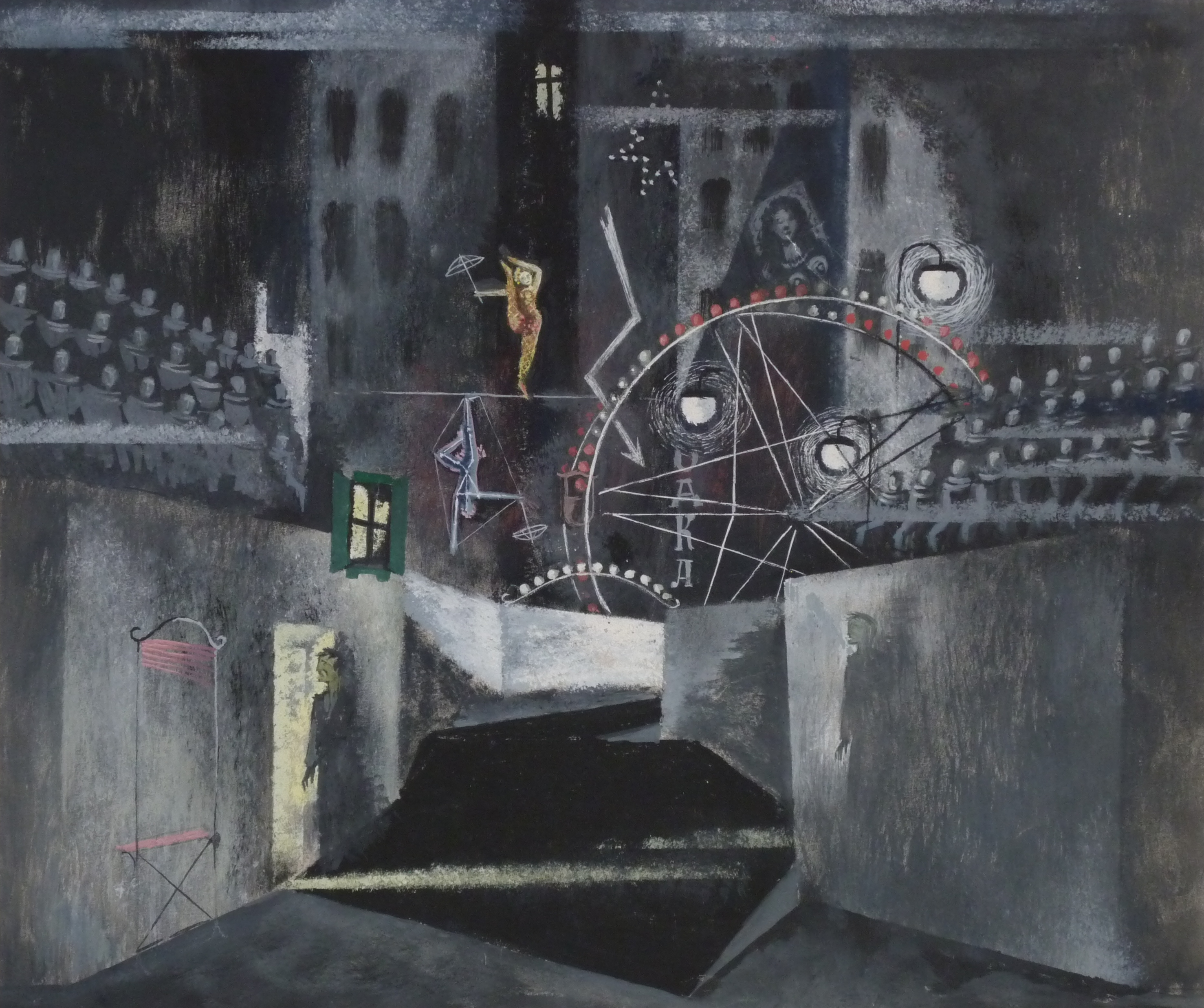

Sutermeister è stato allievo di Hans Pfitzner e Carl Orff ed è stato professore al Conservatorio di Hannover (1963-75). Il suo lavoro, in stile neoclassico, comprende opere sinfoniche, religiose e teatrali (Romeo e Giulietta, 1940, L'isola incantata, 1942, Madame Bovary, 1967 con Anneliese Rothenberger all'Opernhaus Zürich).

## Composizioni

### Opera
- Die schwarze Spinne (1936)
- Romeo und Julia (1940)
- Die Zauberinsel (1942)
- Niobe (1946)
- Raskolnikoff (1948)
- Fingerhütchen (1950)
- Die Füsse im Feuer (1950)
- Der rote Stiefel (1951)
- Max und Moritz (1951)
- Le théâtre du monde (1957)
- Titus Feuerfuchs oder Die Liebe, Tücke und Perücke (1958)
- Seraphine (Die stümme Apothekerin) (1959)
- Das Gespenst von Canterville (1964)
- Madame Bovary (1967)
- Das Flaschenteufel (1971)
- Le roi Bérenger (1985)

### Musica da camera
- Capriccio for clarinet (A) solo (1946)